# オーストリアの首相 (帝国期)

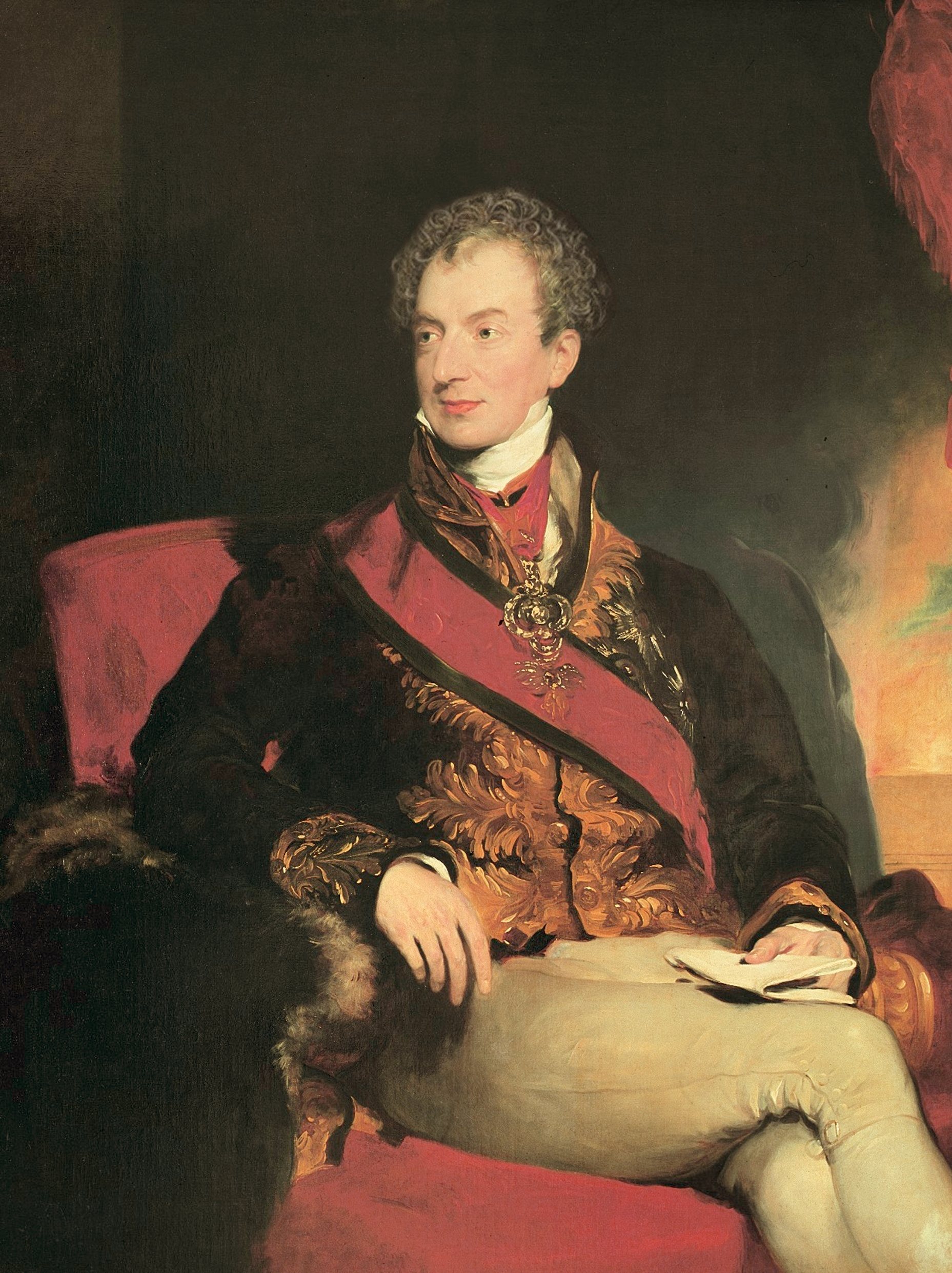
オーストリア帝国期の国家宰相メッテルニヒ

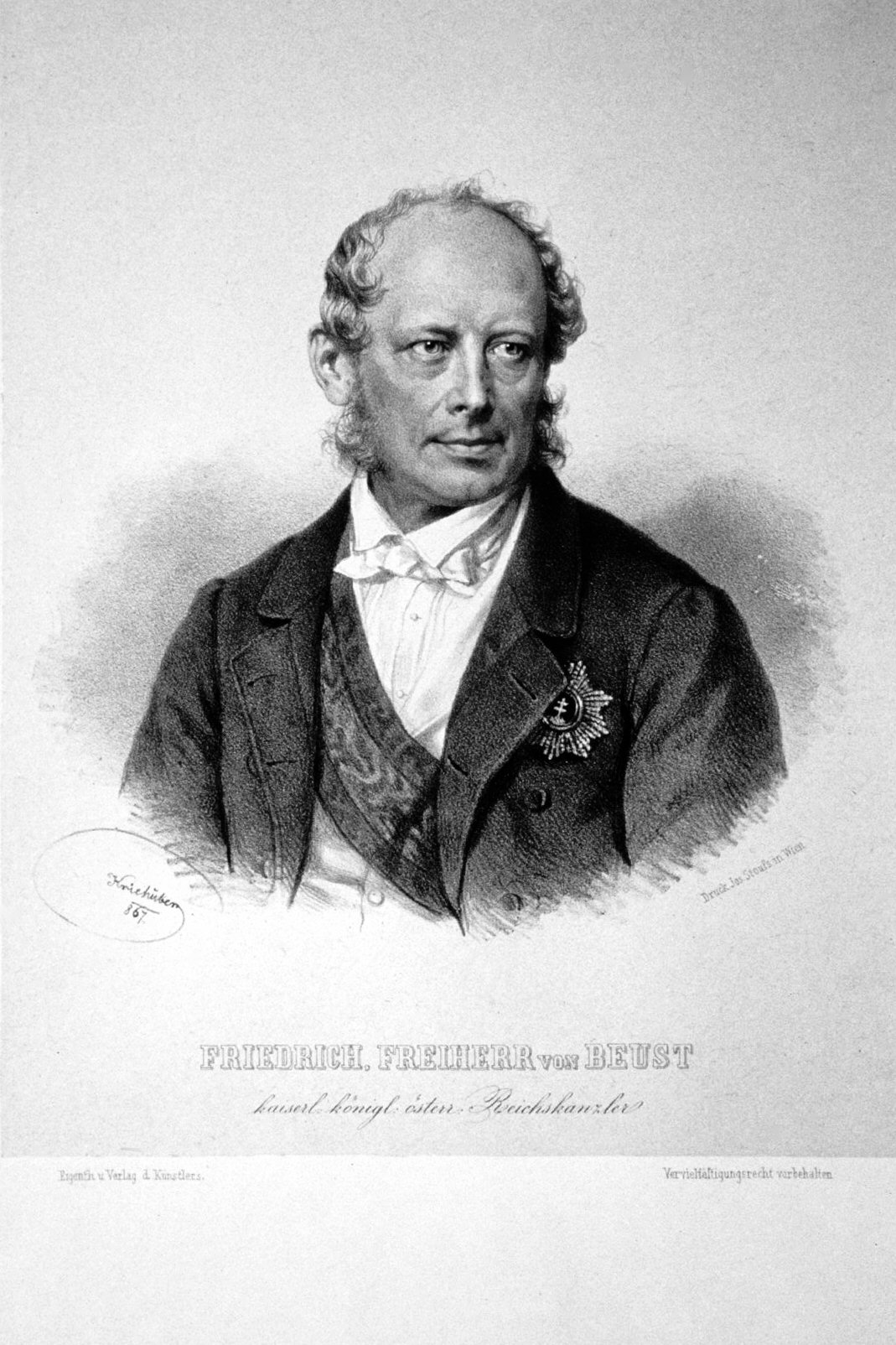
二重帝国成立後、初代のオーストリア首相および共通閣僚評議会議長となったフォン・ボイスト

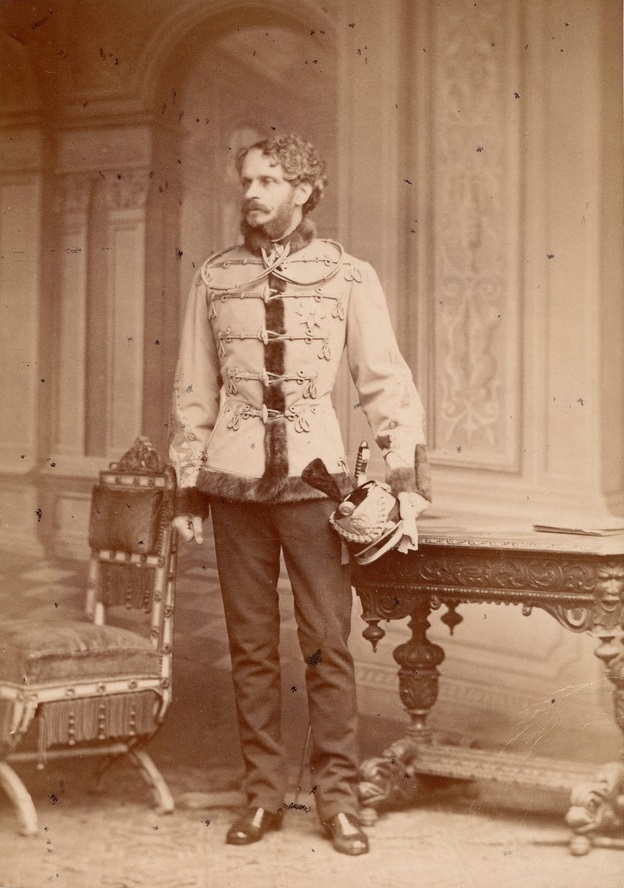
二重帝国成立後の初代ハンガリー王国首相アンドラーシ

帝国期オーストリアの首相（ていこくきオーストリアのしゅしょう）では、19世紀以降のオーストリア帝国・オーストリア＝ハンガリー帝国における首相職（もしくはそれに相当する官職）の変遷・人事の一覧について述べる。

## 概要

### オーストリア帝国期の首相
オーストリア帝国（1804年 - 1867年）において、首相に相当する官職の名称は次のように変遷した（ドイツ語版記事も参照）。
- 1821年～1848年：国家宰相（ドイツ語: Staatskanzler）
- 1848年～1852年：大臣主席（ドイツ語: Ministerpräsident）
- 1852年～1867年：閣僚会議議長（ドイツ語: Vorsitzende der Ministerkonferenz）

### オーストリア＝ハンガリー二重帝国期の首相
オーストリア＝ハンガリー帝国（1867年 - 1918年）には、オーストリアとハンガリーの双方に独立した政府・議会があり、オーストリア首相（ドイツ語: Ministerpräsidenten Cisleithaniens「チスライタニエン（ライタ川以西）の首相」 または Ministerpräsidenten Österreichs）とハンガリー王国首相（ドイツ語: Ministerpräsidenten Transleithaniens「トランスライタニエン（ライタ川以東）の首相」 または Ministerpräsidenten Ungarns）は、皇帝によって別々に任命されていた。
しかし両国は対外的には単一の国家として外交権を行使していたため、外務省・国防省・財務省の3省のみ統一されていた。そのため、双方の首相および統一外相・統一国防相・統一財務相によって帝国共通の閣僚評議会（内閣）が組閣されており、統一外相が首相にあたる共通閣僚評議会議長（ドイツ語: Vorsitzende des Ministerrates für Gemeinsame Angelegenheiten）を兼務した。

## オーストリア帝国の首相一覧

### 国家宰相
- クレメンス・フォン・メッテルニヒ侯爵（Klemens Wenzel Fürst von Metternich） - 在任：1821年5月25日〜1848年3月13日。

### 大臣主席
- フランツ・アントン・フォン・コロウラット＝リープシュタインスキ伯爵（Franz Anton Graf von Kolowrat-Liebsteinsky） - 在任：1848年3月20日〜4月19日。
- カール・ルートヴィヒ・フォン・フィッケルモント伯爵（Karl Ludwig Graf von Ficquelmont）（代理） - 在任：1848年4月19日〜5月19日。
- フランツ・フォン・ピラースドルフ男爵（Franz Freiherr von Pillersdorf）（代理） - 在任：1848年5月19日〜7月8日。
- アントン・フォン・ドブルホフ＝ディーア男爵（Anton Freiherr von Doblhoff-Dier）（暫定内閣） - 在任：1848年7月8日〜7月18日。
- ヨハン・フォン・ヴィッセンベルク男爵（Johann Freiherr von Wessenberg-Ampringen） - 在任：1848年7月18日〜11月21日。
- フェリクス・ツー・シュヴァルツェンベルク侯爵（Felix Fürst zu Schwarzenberg） - 在任：1848年11月21日〜1852年4月5日。

### 閣僚会議議長
- カール・フォン・ブオル＝シャウエンシュタイン伯爵（Karl Ferdinand Graf von Buol-Schauenstein）（非公式） - 在任：1852年4月11日〜1859年8月21日。
- ヨハン・ベルンハルト・フォン・レヒベルク伯爵（Johann Bernhard Graf von Rechberg und Rothenlowen） - 在任：1859年8月21日〜1861年2月4日。
- ライナー・フォン・エスターライヒ大公（Rainer Ferdinand von Österreich） - 在任：1861年2月4日〜1865年6月26日。
- アレクサンダー・フォン・メンスドルフ＝プイリー伯爵（Alexander Graf von Mensdorff-Pouilly） - 在任：1865年6月26日〜7月27日。
- リヒャルト・ベルクレディ伯爵（Richard Graf Belcredi） - 在任：1865年7月27日〜1867年2月7日。
- フリードリヒ・フェルディナント・フォン・ボイスト伯爵（Friedrich Ferdinand Graf von Beust） - 在任：1867年2月7日〜12月30日。

## オーストリア＝ハンガリー帝国の首相一覧

### 共通閣僚評議会議長
| 人物 | 人物 | 在任期間                       | 前職                         |
| --- | ---- | ------------------------------ | ---------------------------- |
| フリードリヒ・フェルディナント・ボイスト伯爵 （Friedrich Ferdinand Graf von Beust）                                                                    |      | 1867年12月30日 - 1871年11月8日 | オーストリア首相             |
| ジュラ・アンドラーシ伯爵 （Gyula (Julius) Graf Andrássy）                                                                                              |      | 1871年11月14日 - 1879年10月2日 | ハンガリー首相               |
| ハインリヒ・カール・フォン・ハイマーレ男爵 （Baron Heinrich Karl von Haymerle）                                                                        |      | 1879年10月8日 - 1881年10月10日 | ベルリン会議全権代表         |
| グスタフ・カールノキ伯爵 （Gustav Sigmund Graf Kálnoky von Köröspatak）                                                                                |      | 1881年11月20日 - 1895年5月2日  | サンクトペテルブルク駐在大使 |
| アゲノル・ゴウホフスキ伯爵 （Agenor Maria Adam Graf Gołuchowski der Jüngere）                                                                          |      | 1895年5月16日 - 1906年10月24日 | 貴族院議員                   |
| アロイス・エーレンタール男爵 （Alois Lexa Freiherr von Aehrenthal）                                                                                    |      | 1906年10月24日 - 1912年2月17日 | ブカレスト駐在大使           |
| レオポルト・ベルヒトルト伯爵 （Graf Leopold Anton Johann Sigismund Josef Korsinus Ferdinand Berchtold von und zu Ungarschitz, Frättling, und Püllütz） |      | 1912年2月17日 - 1915年1月13日  | サンクトペテルブルク駐在大使 |
| シュテファン・ブリアン伯爵 （Stephan Graf Burián von Rajecz）                                                                                          |      | 1915年1月13日 - 1916年12月22日 | ハンガリー外相               |
| オトカル・フォン・チェルニン伯爵 （Ottokar Theobald Otto Maria Graf Czernin von und zu Chudenitz）                                                     |      | 1916年12月22日 - 1918年4月14日 | 前ブカレスト駐在大使         |
| シュテファン・ブリアン伯爵 （Stephan Graf Burián von Rajecz）                                                                                          |      | 1918年4月16日 - 10月24日       | 前帝国共通財務相 （再任）    |
| ジュラ・アンドラーシ2世伯爵 （Gyula (Julius) Graf Andrássy der Jüngere）                                                                               |      | 1918年10月24日 - 11月1日       | 元ハンガリー内相             |
| ルートヴィヒ・フォン・フロトウ男爵 （Ludwig Freiherr von Flotow）                                                                                      |      | 1918年11月2日 - 11月11日       | オーストリア外務次官         |

### オーストリア首相
- フリードリヒ・フェルディナント・フォン・ボイスト伯爵（Friedrich Ferdinand Graf von Beust） - 在任：1867年2月7日〜12月30日。
- カール・アウエルスペルク侯爵（Fürst Karl von Auersperg） - 在任：1867年12月30日〜1868年9月24日。
- エドゥアルト・ターフェ伯爵（Eduard Graf Taaffe） - 在任：1868年9月24日〜1870年1月15日。
- イグナーツ・プレナー男爵（Ignaz Freiherr von Plener） - 在任：1870年1月15日〜2月1日。
- レオポルト・ハスナー・フォン・アルタ（Leopold Hasner von Artha） - 在任：1870年2月1日〜4月12日。
- アルフレト・ユゼフ・ポトツキ伯爵（Alfred II. Józef Graf Potocki） - 在任：1870年4月12日〜1871年2月6日。
- カール・フォン・ホーエンヴァルト伯爵（Karl Sigmund von Hohenwart, Graf von Gerlachstein） - 在任：1871年2月6日〜10月30日。
- ルートヴィヒ・ホルツゲタン男爵（Ludwig Freiherr von Holzgethan） - 在任：1871年10月30日〜11月25日。
- アドルフ・アウエルスペルク侯爵（Fürst Adolf Carl Daniel von Auersperg） - 在任：1871年11月28日〜1879年2月15日。
- カール・フォン・シュトレマイヤー（Karl Ritter von Stremayr） - 在任：1879年2月15日〜8月12日。
- エドゥアルト・ターフェ伯爵（再任） - 在任：1879年8月12日〜1893年11月11日。
- アルフレート3世・ツー・ヴィンディシュ＝グレーツ侯爵（Alfred August Karl Maria Wolfgang Erwin Fürst zu Windisch-Graetz） - 在任：1893年11月11日〜1895年6月19日。
- エーリヒ・キールマンゼッグ伯爵（暫定内閣）（Erich Graf von Kielmansegg） - 在任：1895年6月19日〜9月30日。
- カジミール・フェリクス・バデーニ伯爵（Kasimir Felix Graf von Badeni） - 在任：1895年9月30日〜1897年11月30日。
- パウル・ガウチュ男爵（Paul Gautsch Freiherr von Frankenthurn） - 在任：1897年11月30日〜1898年3月5日。
- フランツ・フォン・トゥーン・ウント・ホーエンシュタイン侯爵（Franz Anton Fürst von Thun und Hohenstein） - 在任：1898年3月5日〜1999年10月2日。
- マンフレート・フォン・クラリー＝アルトリンゲン伯爵（Manfred Graf von Clary-Aldringen） - 在任：1899年10月2日〜12月21日。
- ハインリヒ・フォン・ヴィッテク（暫定内閣）（Heinrich Ritter von Wittek - 在任：1899年12月21日〜1900年1月18日。
- エルネスト・フォン・ケルバー（Ernest von Koerber） - 在任：1900年1月19日〜1904年12月31日。
- パウル・ガウチュ男爵（再任） - 在任：1904年12月31日〜1906年5月2日。
- コンラート・ツー・ホーエンローエ＝シリングスフュルスト公爵（Prinz Konrad zu Hohenlohe-Schillingsfürst） - 在任：1906年5月2日〜6月2日。
- マックス・ヴラディミール・フォン・ベック男爵（Max Wladimir Freiherr von Beck） - 在任：1906年6月2日〜1908年11月15日。
- リヒャルト・フォン・ビーネルトゥ伯爵（Richard Graf von Bienerth-Schmerling） - 在任：1908年11月15日〜1911年6月28日。
- パウル・ガウチュ男爵（三任）：在任1911年6月28日〜11月3日。
- カール・シュテュルク伯爵（Karl Graf von Stürgkh） - 在任：1911年11月3日〜1916年10月21日。
- エルネスト・フォン・ケルバー（再任） - 在任：1916年10月29日〜12月20日。
- ハインリヒ・クラム＝マルティニッツ伯爵（Heinrich Karl Graf Clam-Martinic） - 在任：1916年12月20日〜1917年6月23日。
- エルネスト・ザイドラー・フォン・フォイヒテネッグ（Ernst Wilhelm Engelhardt Seidler von Feuchtenegg） - 在任：1917年6月23日〜1918年7月27日。
- マックス・フサレク・フォン・ハインライン男爵（Maximilian Hussarek Freiherr von Heinlein） - 在任：1918年7月27日〜10月27日。
- ハインリヒ・ランマシュ（Heinrich Lammasch） - 在任：1918年10月27日〜11月11日。

### ハンガリー王国首相
- アンドラーシ・ジュラ伯爵（Andrássy Gyula） - 在任：1867年2月20日〜1871年11月14日
- ローニャイ・メニヘールト伯爵（Lónyay Menyhért） - 在任：1871年11月14日〜1872年12月5日
- スラーヴィ・ヨージェフ（Szlávy József） - 在任：1872年12月5日〜1874年3月21日
- ビットー・イシュトヴァーン（Bittó István） - 在任：1874年3月21日〜1875年3月2日
- ヴェンクハイム・ベーラ（Wenckheim Béla）男爵 - 在任：1875年3月2日〜10月20日
- ティサ・カールマーン（Tisza Kálmán） - 在任：1875年10月20日〜1890年3月15日
- サパーリ・ジュラ伯爵（Szapáry Gyula） - 在任：1890年3月15日〜1892年11月19日
- ヴェケルレ・シャーンドル伯爵（Wekerle Sándor） - 在任：1892年11月19日〜1895年1月15日
- バーンフィ・デジュー男爵（Bánffy Dezső） - 在任：1895年1月15日〜1899年2月26日
- セール・カールマーン（Széll Kálmán） - 在任：1899年2月26日〜1903年6月27日
- クエン＝ヘーデルヴァーリ・カーロイ（Khuen-Héderváry Károly）伯爵 - 在任：1903年6月27日〜1903年11月3日
- ティサ・イシュトヴァーン伯爵（Tisza István） - 在任：1903年11月3日〜1905年6月18日
- フェイェールヴァーリ・ゲーザ（Fejérváry Géza） - 在任：1905年6月18日〜1906年4月8日
- ヴェケルレ・シャーンドル伯爵（再任） - 在任：1906年4月8日〜1910年1月17日
- クエン＝ヘーデルヴァーリ・カーロイ伯爵（再任） - 在任：1910年1月17日〜1912年4月22日
- ルカーチ・ラースロー（Lukács László） - 在任：1912年4月22日〜1913年6月10日
- ティサ・イシュトヴァーン伯爵（再任）1913年6月10日〜1917年6月15日
- エステルハージ・モーリツ伯爵（Esterházy Móric） - 在任：1917年6月15日〜8月23日
- ヴェケルレ・シャーンドル伯爵（三任） - 在任：1917年8月23日〜1918年10月29日
- ハディク・ヤーノシュ伯爵（Hadik János） - 在任：1918年10月29日〜10月31日
- カーロイ・ミハーイ伯爵（Károlyi Mihály） - 在任：1918年10月31日〜11月19日